# Co cię nie zabije
Co cię nie zabije (ang. What Doesn’t Kill You) – amerykański film kryminalny z gatunku dramat z 2008 roku w reżyserii Briana Goodmana. Wyprodukowany przez wytwórnię Yari Film Group Releasing.
Premiera filmu miała miejsce 12 grudnia 2008 roku podczas 33. Międzynarodowego Festiwalu Filmowego w Toronto.

## Opis fabuły
Akcja filmu rozgrywa się w Bostonie. Przyjaciele Paulie (Ethan Hawke) i Brian (Mark Ruffalo) od młodości działają na usługach mafii. Pewnego dnia uzależniony od alkoholów i narkotyków Brian postanawia zmienić swoje życie. Pogarsza to jego relacje z kolegą. Na dodatek po piętach depcze im detektyw Moran (Donnie Wahlberg).

## Obsada
- Ethan Hawke – Paulie
- Mark Ruffalo – Brian
- Jay Giannone – Matt
- Donnie Wahlberg – detektyw Moran
- Kelly Holleman – Kathleen
- Richard Italiano – Tommy
- Lindsey McKeon – Nicole
- Mandy Olsen – Patty
- Thomas Olson – Richie
- Jack Ordway – Ronnie Dent
- Brian Goodman – Pat Kelly
- Amanda Peet – Stacy Reilly
- Holly Karrol Clark – Kim

## Zdjęcia
Zdjęcia do filmu realizowane były na terenie miasta Boston (Massachusetts).